# Ильясова, Лидия Михайловна
Лидия Михайловна Ильясова (укр.  Лідія Михайлівна Ілья́сова, 24 ноября 1935, Харьков, Украинская ССР, СССР — 1 сентября 2017, Харьков, Украина) — советская шашистка, российская журналистка. Мастер спорта СССР (1970) по русским шашкам. Выдающийся спортсмен Республики Башкортостан (1996). Обладатель Кубка СССР по шашкам (1971).

## Биография
Окончила Харьковский политехнический институт (1958).
Ученица Зиновия Исааковича Цирика. Воспитанница ДСО «Зенит» (Уфа). Обладатель Кубков СССР (1971) и РСФСР (1989), чемпионка РСФСР (1959, 1961, 1971, 1972), серебряный (1974—76) и бронзовый (1963, 1979) призёр чемпионатов РСФСР в личном зачёте. Серебряный (1972) и бронзовый (1974) призёр Кубков СССР в командном зачёте. Чемпионка (1970, 1978, 1986), серебряный призёр (1972) чемпионатов Башкирии.
В 1993-97 редактор первой украинской газеты в Башкортостане «Криниця».
Как журналист сотрудничала с изданиями: газ. «Волга-Урал» (1991-93), «Воскресная газета» (Уфа)(1994—2005), «Уфимская неделя» (2006—2010), «Единая Россия. Башкортостан», «Охрана труда и промышленная безопасность», «Уфимские ведомости» и др., жур. «Шашечный Израиль» и др. В последние годы жизни работала корректором в газете "Истоки" (Уфа).
Автор воспоминаний о Людмиле Гурченко, Клавдии Шульженко.
Вместе с Людмилой Гурченко учились в женской украинской городской школе № 6 города Харьков.
" Она старше меня на 12 дней. Я училась в «А» классе, а Гурченко — в «Б». Ещё в нашей школе училась Наталья Фатеева, но вот её в отличие от Люси не любили, — слишком уж манерная была. Зато Гурченко — сама простота! Училась будущая знаменитость неважно — перебивалась с четверки на тройку, зато была очень веселой и компанейской и постоянно участвовала в самодеятельности.
У них весь класс был такой — с «уклоном» в артистизм. Если у нас были в основном спортсмены, то из «Б» класса выпустились заслуженные артистки Украины.

## Память
- 4 сентября 2018 года во второй раз в Уфе прошёл гроссмейстерский турнир по международным шашкам памяти Лидии Михайловны Ильясовой[6][7]